# Monnikskraanvogel
De monnikskraanvogel (Grus monacha) is een vogel uit de familie van de kraanvogels (Gruidae). De vogel werd door Coenraad Jacob Temminck voor het eerst geldig beschreven.  Het is een door habitatverlies kwetsbare kraanvogelsoort die broedt in Siberië en overwintert in Japan.

## Kenmerken
De vogel is gemiddeld 100 cm en een gewicht van circa 3,7 kg. Vergeleken met andere kraanvogelsoorten is de monnikskraanvogel vrij klein. Het verenkleed is donkergrijs met een witte nek en kop. Boven de ogen hebben de vogels een rode vlek.

## Verspreiding en leefgebied
De monnikskraanvogel broedt in Siberië en een klein gebied in het noordoosten van China.
De overgrote meerderheid van de vogels (zo'n 80%) overwintert op het Japanse eiland Kyushu. Andere overwinteringsgebieden bevinden zich bij de Yangtze in Zuid-China en in Zuid-Korea. Tijdens het broedseizoen verblijft de monnikskraanvogel in afgelegen veengebieden op de taiga, liefst op plekken met veel veenmos. Hij overwinter in draslanden en bij landbouwgronden. De soort is omnivoor en voedt zich voornamelijk met waterplanten, zaden, grassen, insecten en amfibieën.

Net als de andere kraanvogels heeft de monnikskraanvogel een uitgebreid paringsritueel. De vogel bouwt zijn nest van mos, veen en bladeren op de grond. Het legsel bestaat gewoonlijk uit twee eieren, die door beide ouders in 27 tot 30 dagen uitgebroed worden. Na zo'n 75 dagen vliegen de jongen uit.

## Status
De monnikskraanvogel overwintert in bedreigde gebieden en daardoor is de kans op uitsterven aanwezig. De grootte van de populatie werd in 2016 door BirdLife International geschat op 6 tot 15 duizend volwassen individuen. Rond 2016 zijn hogere aantallen in de Japanse overwinteringsgebieden geteld dan in jaren daarvoor. Desondanks is er aanleiding aan te nemen dat de aantallen geleidelijk afnemen door habitatverlies. Het overwinteringsgebied wordt aangetast door het afdammen van rivieren in China, droogte (mogelijk door klimaatverandering) maar ook irrigatieprojecten en drooglegging van gebieden, jacht en stroperij. Om deze redenen staat deze soort als kwetsbaar de Rode Lijst van de IUCN.